# Haplinis antipodiana
Haplinis antipodiana är en spindelart som beskrevs av A. David Blest och Vink 2002. Haplinis antipodiana ingår i släktet Haplinis och familjen täckvävarspindlar. Inga underarter finns listade i Catalogue of Life.